# Open GDF SUEZ des Contamines-Montjoie 2011 - Doppio
Giulia Gatto-Monticone e Federica Quercia erano le detentrici del titolo, ma Quercia quest'anno non ha partecipato, Gatto-Monticone ha fatto coppia con Gioia Barbieri, ma ha perso nei quarti di finale.
Il doppio del torneo di tennis Open GDF SUEZ des Contamines-Montjoie 2011, facente parte della categoria ITF Women's Circuit, ha avuto come vincitrici Julie Coin e Eva Hrdinová che hanno battuto in finale Maria Abramović e Nicole Clerico con il punteggio di 6–3, 6–2.

## Teste di serie
1. Julie Coin /  Eva Hrdinová (campionesse)
2. Maria Abramović /  Nicole Clerico (finale)

1. Iryna Burjačok /  Amra Sadiković (quarti di finale, ritiro)
2. Justyna Jegiołka /  Diāna Marcinkēviča (semifinali)

## Tabellone

### Legenda
| - Q = Qualificato - WC = Wild card - LL = Lucky loser | - ALT = Alternate - SE = Special Exempt - PR = Protected Ranking | - w/o = Walkover - r = Ritirato - d = Squalificato |

|  | Quarti di finale | Quarti di finale             | Quarti di finale             | Quarti di finale          | Quarti di finale |  |  | Semifinali                | Semifinali                | Semifinali                | Semifinali            | Semifinali            |   |   | Finale            | Finale            | Finale            | Finale | Finale |  |
|  |                  |                              |                              |                           |                  |  |  |                           |                           |                           |                       |                       |   |   |                   |                   |                   |        |        |  |
|  | 1                | J Coin E Hrdinová            | J Coin E Hrdinová            | 6                         | 7                |  |  |                           |                           |                           |                       |                       |   |   |                   |                   |                   |        |        |  |
|  |                  | G Barbieri G Gatto-Monticone | G Barbieri G Gatto-Monticone | 0                         | 5                |  |  | J Coin E Hrdinová         | J Coin E Hrdinová         | J Coin E Hrdinová         | 6                     | 6                     |   |   |                   |                   |                   |        |        |  |
|  | 3                | J Jegiołka D Marcinkēviča    | J Jegiołka D Marcinkēviča    | J Jegiołka D Marcinkēviča | w/o              |  |  | J Jegiołka D Marcinkēviča | J Jegiołka D Marcinkēviča | J Jegiołka D Marcinkēviča | 4                     | 1                     |   |   |                   |                   |                   |        |        |  |
|  |                  | P Boisset V Kuznetsova       | P Boisset V Kuznetsova       | P Boisset V Kuznetsova    |                  |  |  |                           |                           |                           |                       |                       |   |   | J Coin E Hrdinová | J Coin E Hrdinová | J Coin E Hrdinová | 6      | 6      |  |
|  |                  | V Ėkšibarova I Šinikova      | V Ėkšibarova I Šinikova      | V Ėkšibarova I Šinikova   | w/o              |  |  |                           |                           | M Abramović N Clerico     | M Abramović N Clerico | M Abramović N Clerico | 3 | 2 |                   |                   |                   |        |        |  |
|  | 3                | I Burjačok A Sadiković       | I Burjačok A Sadiković       | I Burjačok A Sadiković    |                  |  |  | V Ėkšibarova I Šinikova   | V Ėkšibarova I Šinikova   | V Ėkšibarova I Šinikova   | 4                     | 4                     |   |   |                   |                   |                   |        |        |  |
|  |                  | A Balducci A Bertoia         | A Balducci A Bertoia         | A Balducci A Bertoia      |                  |  |  | M Abramović N Clerico     | M Abramović N Clerico     | M Abramović N Clerico     | 6                     | 6                     |   |   |                   |                   |                   |        |        |  |
|  | 2                | M Abramović N Clerico        | M Abramović N Clerico        | M Abramović N Clerico     | w/o              |  |  |                           |                           |                           |                       |                       |   |   |                   |                   |                   |        |        |  |